# Чемпіонат Франції з тенісу 1924
Чемпіонат Франції з тенісу 1924 — 29-й розіграш Відкритого чемпіонату Франції. Цей розіграш став останнім, коли участь у турнірі могли взяти тільки мешканці Франції. З наступного сезону чемпіонат став відкритим, і саме з 1925 року чемпіонат Франції вважається турніром Великого шолома. Жан Боротра виграв титули в усіх трьох розрядах, у тому числі у парі з Рене Лакостом та в міксті з Маргаритою Брокдіс. Жіночий одиночний турнір виграла Дідді Власто, а парний - Маргарита Брокдіс та Івон Буржуа

## Дорослі

### Чоловіки, одиночний розряд
Жан Боротра переміг у фіналі   Рене Лакоста, 7-5, 6-4, 0-6, 5-7, 6-2

### Жінки, одиночний розряд
Дідді Власто перемогла у фіналі  Жанну Вуссар, 6-2, 6-3

### Чоловіки, парний розряд
Жан Боротра /  Рене Лакост

### Жінки, парний розряд
Маргарита Брокдіс /  Івон Буржуа перемогли у фіналі пару  Жермен Голдінг /  Жанна Вуссар 6–3, 6–3

### Змішаний парний розряд
Маргарита Брокдіс /  Жан Боротра